# Cazaques
Os cazaques, cazaquistaneses ou casacos são um povo e grupo étnico que habita principalmente o norte da Ásia Central (quase todo no Cazaquistão, mas também encontrados em partes do Uzbequistão, China, Rússia e Mongólia em menor quantidade). A identidade do Cazaquistão é de origem medieval e foi fortemente moldada pela fundação do Canato Cazaque entre 1456 e 1465, quando várias tribos sob a regra dos sultões Zhanibek e Kerey partiu do Canato de Abu'l-Khayr Khan. A maioria dos cazaques modernos são sem religião ou denominados muçulmanos.

## Cazaques com conquistas excepcionais

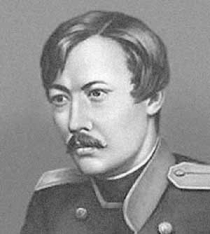
Cientista e educador cazaque Chokan Valikhanov
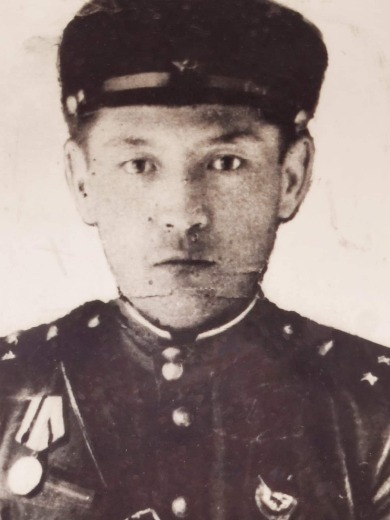
Galiy Adilbekov - líder militar, ás dos tanques, o único de todos os cazaques a ser comandante de uma brigada de tanques na Segunda Guerra Mundial
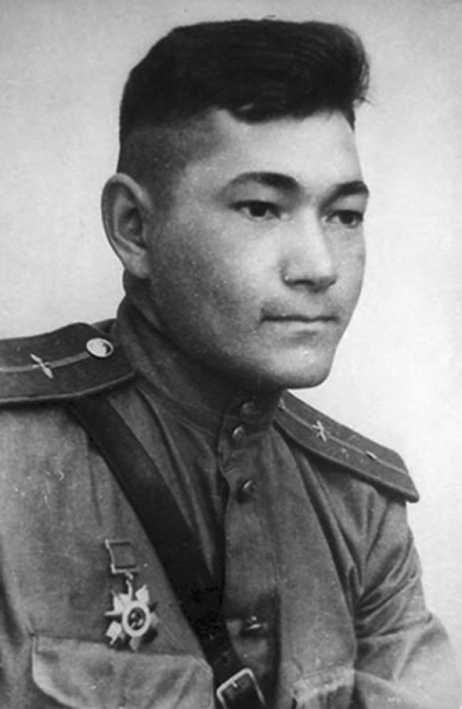
Talgat Begeldinov - piloto de ataque soviético, duas vezes Herói da União Soviética (1944,1945), participante do Desfile da Vitória na Praça Vermelha em 24 de junho de 1945
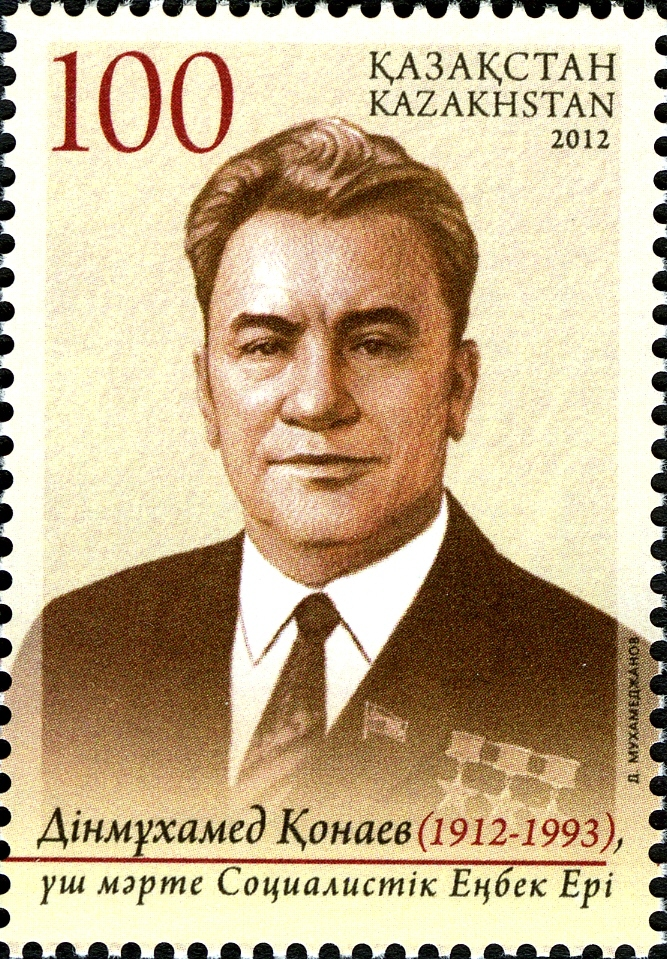
Dinmukhamed Konayev - partido soviético e estadista, membro do Politburo do Comitê Central do PCUS (1971-87), três vezes Herói do Trabalho Socialista (1972, 1976 e 1982), autor de mais de 100 trabalhos científicos, acadêmico da Academia de Ciências da RSS do Cazaquistão (1952)
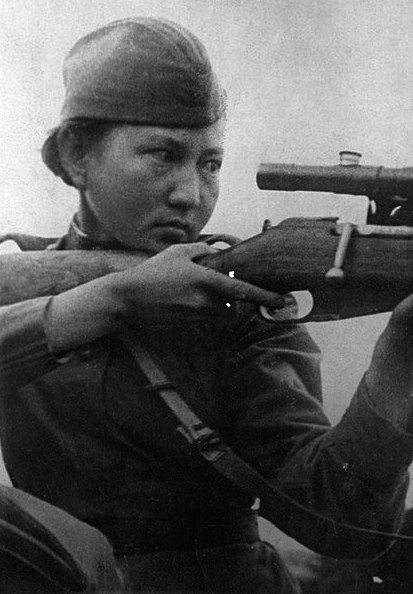
Aliya Moldagulova - garota soviética - atiradora durante a Grande Guerra Patriótica, destruiu 78 soldados e oficiais inimigos, Herói da União Soviética (1944, postumamente)
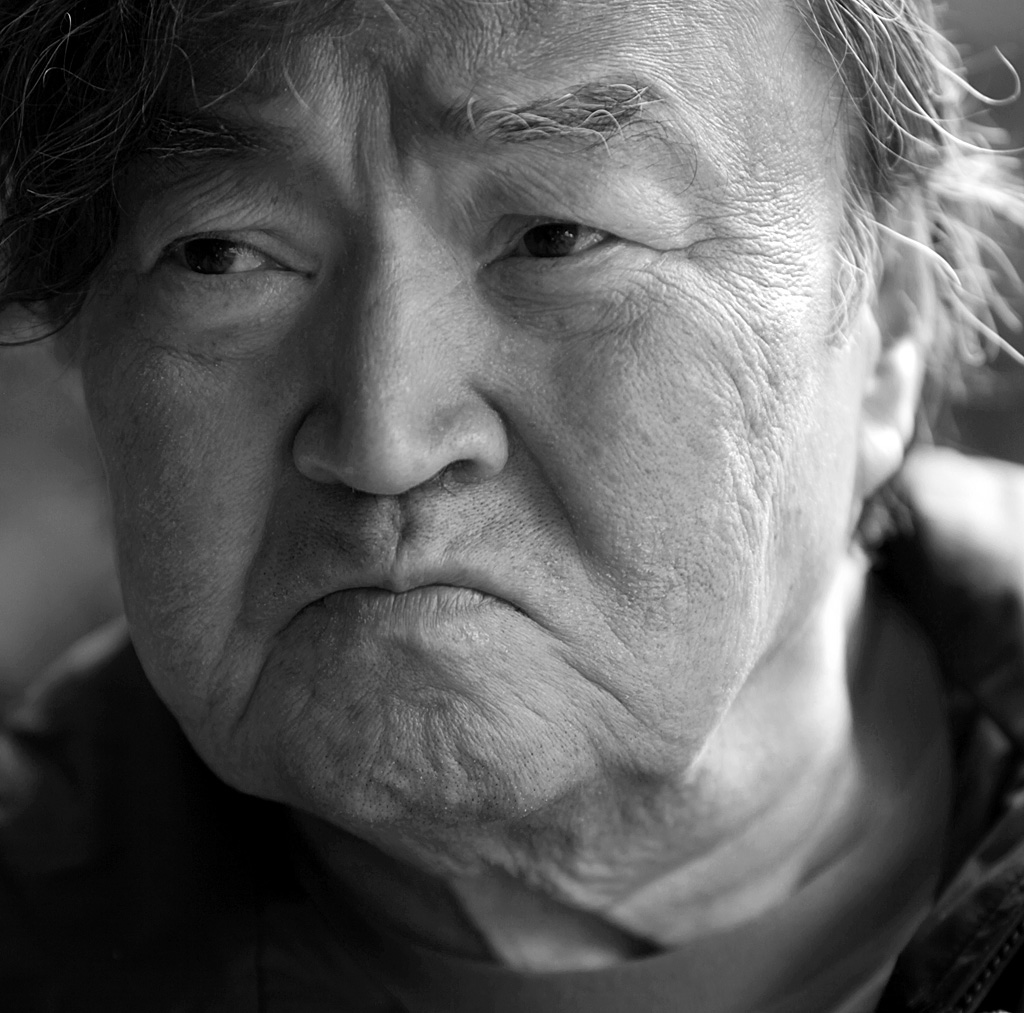
Olzhas Suleimenov. Fundador do movimento público antinuclear "Nevada - Semipalatinsk"
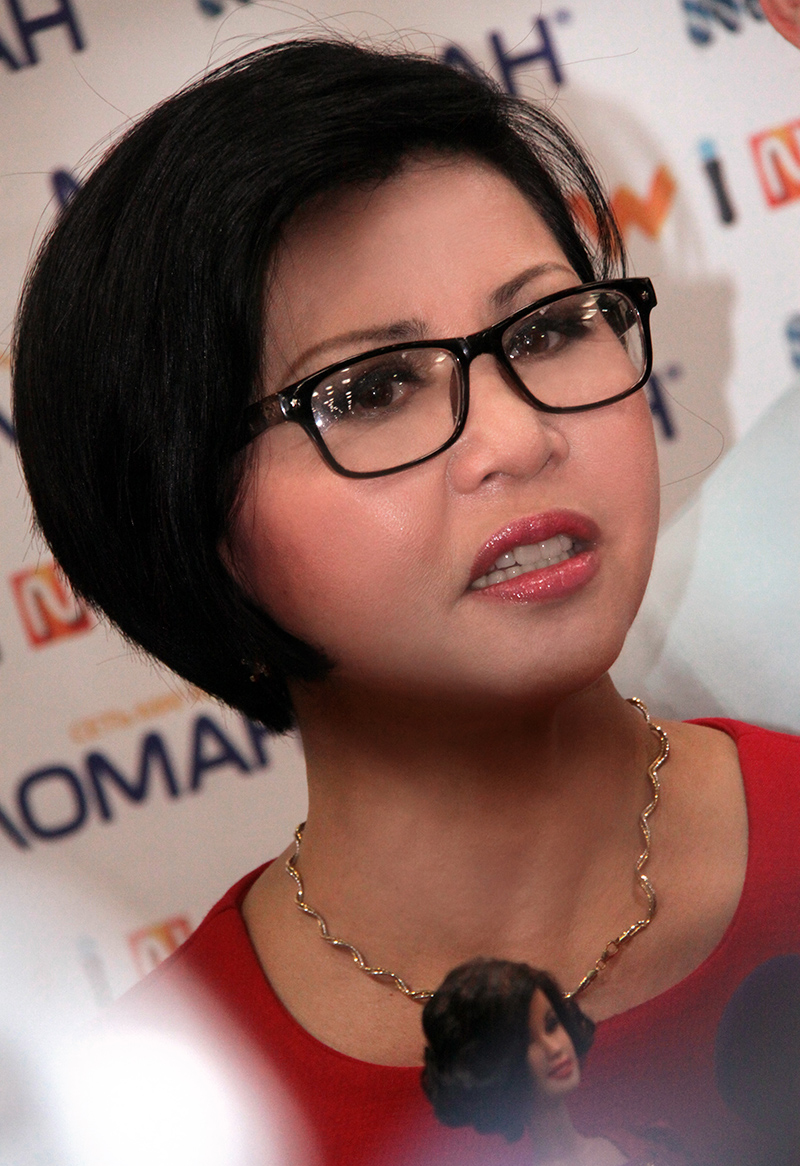
Roza Rymbaeva - cantora pop soviética e cazaque, atriz de cinema, professora
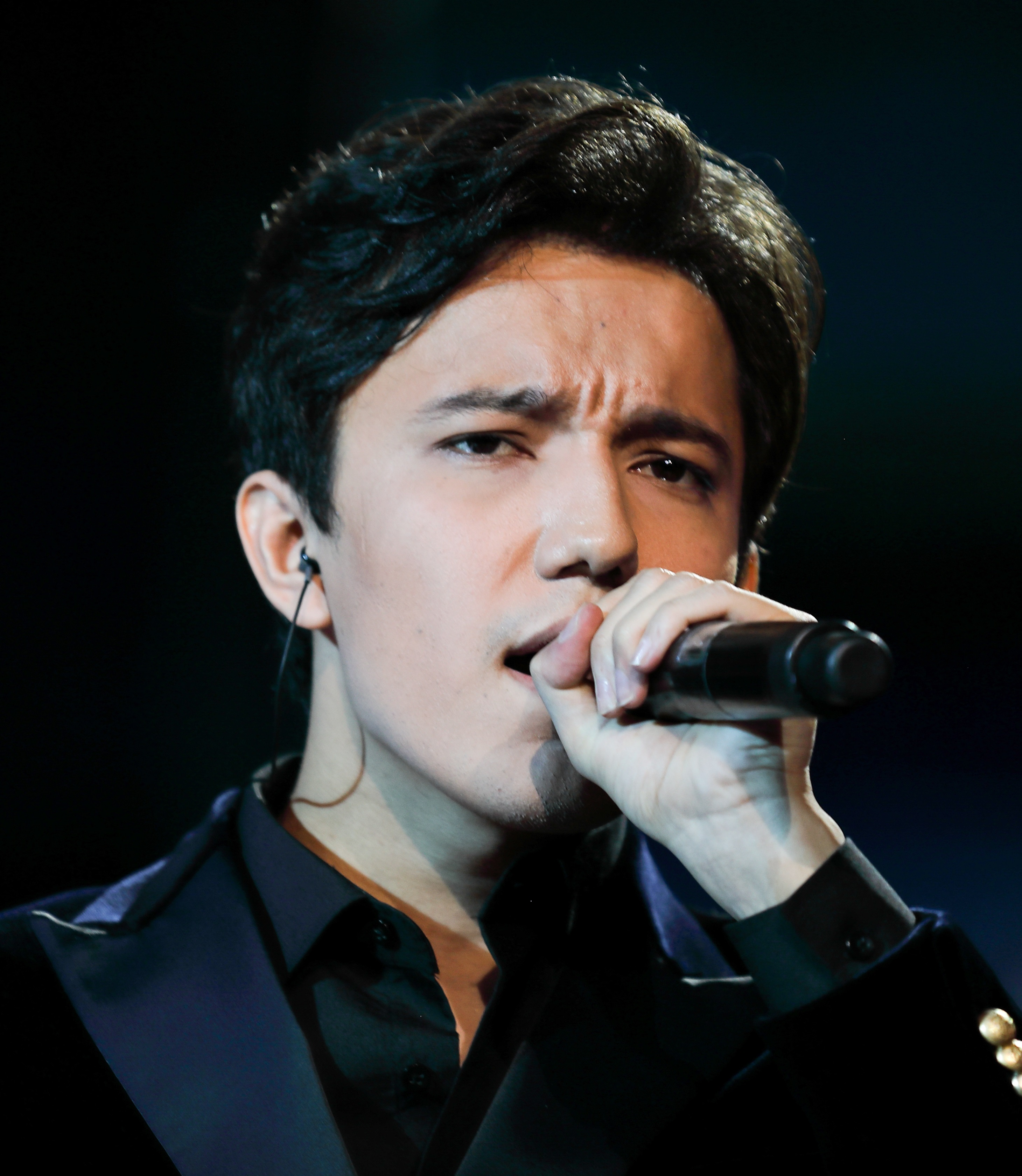
Dimash Kudaibergen - cantor, compositor e multi-instrumentista cazaque